# Washington Diplomats 1974
Questa pagina raccoglie i dati riguardanti i Washington Diplomats nelle competizioni ufficiali della stagione 1974.

## Stagione
La neonata franchigia venne affidata all'inglese Dennis Viollet e fu costruita soprattutto con britannici e caraibici.
La squadra non riuscì ad ottenere risultati di rilievo, chiudendo al quarto ed ultimo posto della Eastern Division, non accedendo ai playoff per il titolo.

## Organigramma societario
Area direttiva
- Presidente:

Area tecnica
- Allenatore: Dennis Viollet

## Rosa
| N. |                              | Ruolo | Calciatore      |
| -- | ---------------------------- | ----- | --------------- |
| 1  | Stati Uniti (bandiera)       | P     | Kurt Kuykendall |
| 2  | Scozia (bandiera)            | A     | George Ross     |
| 3  | Irlanda (bandiera)           | D     | Maurice Slater  |
| 4  | Stati Uniti (bandiera)       | D     | Alain Maca      |
| 5  | Inghilterra (bandiera)       | D     | Brian Pillinger |
| 6  | Inghilterra (bandiera)       | C     | Alan Spavin     |
| 7  | Inghilterra (bandiera)       | A     | Clive Clark     |
| 8  | Trinidad e Tobago (bandiera) | A     | Leroy DeLeon    |
| 9  | Ghana (bandiera)             | A     | Nana Gyau       |
| 10 | Bermuda (bandiera)           | C     | Gary Darrell    |
| 11 | Nigeria (bandiera)           | A     | Mori Diane      |

| N.    |                              | Ruolo | Calciatore           |
| ----- | ---------------------------- | ----- | -------------------- |
| 12    | Stati Uniti (bandiera)       | C     | Windsor del Llano    |
| 14    | Irlanda (bandiera)           | D     | Tommy McConville     |
| 15    | Stati Uniti (bandiera)       | D     | Dennis Woodward      |
| 16    | Stati Uniti (bandiera)       | D     | Roy Willner          |
| 17    | Stati Uniti (bandiera)       | P     | George Taratsides    |
| 18/19 | Inghilterra (bandiera)       | A     | Kevin Lewis          |
| 18/19 | Trinidad e Tobago (bandiera) | A     | Bertrand Grell       |
|       | Trinidad e Tobago (bandiera) | P     | Kelvin Barclay       |
|       | Brasile (bandiera)           | C     | Ney Marques de Sousa |
|       | Bermuda (bandiera)           | A     | Alvin Dowling        |